# Vladimír Fekete
Vladimír Fekete (SDB (Pozsony, 1955. augusztus 11. –) szlovák szerzetes, az Azerbajdzsáni apostoli prefektúra (tulajdonképp egész Azerbajdzsán) első római katolikus prefektusa (püspöke), címzetes püspök. Püspöki jelmondata: Da mihi animas (Lelkeket adj nekem!).

## Élete
Horvátgurabi római katolikus családból származik. Azután, hogy alsóbb iskolai tanulmányai befejezte a szülővárosában, matematikai és geológiai oktatásban részesült a Comenius Egyetem Természettudományi Karán. Ezalatt titokban belépett a szalézi rendbe. Szerzetesi fogadalmát 1975. február 15-én, örökfogadalmát 1981-ben tette le, pappá 1983. január 30-án szentelte Wolfgang Weider berlini segédpüspök titkos filozófiai és teológiai tanulmányai után. 1989-ig geológusként dolgozott, közben titokban fiatalok közt végzett lelkipásztori munkát. 1989 után a következő szolgálatokat végezte: a szaléziak szlovák rendtartományának vikáriusa (1993–1999), majd tartományfőnöke (1999–2005). Ezenkívül licenciátusi fokozatot is szerzett a Lublini II. János Pál pápa Egyetemen. 2009-ben XVI. Benedek pápa a Bakui önálló misszió (későbbi nevén Azerbajdzsáni apostoli prefektúra) misszióvezetőjévé, 2017. december 8-án Ferenc pápa pedig Municipa címzetes püspökévé nevezte ki. 2018. február 11-én szentelte püspökké Paul Gallagher főszentelő Stanislav Zvolenský és Savio Hon társszentelő püspökök jelenlétében. Püspöki címerét Marek Sobola tervezte.

## Fordítás
- Ez a szócikk részben vagy egészben  a   Vladimir Fekete című angol Wikipédia-szócikk fordításán alapul.  Az eredeti cikk szerkesztőit annak laptörténete sorolja fel. Ez a jelzés csupán a megfogalmazás eredetét és a szerzői jogokat jelzi, nem szolgál a cikkben szereplő információk forrásmegjelöléseként.
- Ez a szócikk részben vagy egészben  a   Vladimír Fekete című szlovák Wikipédia-szócikk fordításán alapul.  Az eredeti cikk szerkesztőit annak laptörténete sorolja fel. Ez a jelzés csupán a megfogalmazás eredetét és a szerzői jogokat jelzi, nem szolgál a cikkben szereplő információk forrásmegjelöléseként.